# Андреас Вільгельм Фабер
Андреас Вільгельм Фабер (дан. Andreas-Vilhelm Faber, 1847—1883) — данський письменник; переніс на данську театральну сцену безліч французьких та німецьких п'єс і разом з Карлом Меллером написав кілька оригінальних п'єс під псевдонімом Петра Зеренсена (Peter Soerensen).
Збірник його пісень виданий під заголовком «Sang og Klang» (Копенгаген, 1873). Фабер видав також «Viser og Vers» (1877), збірник сонетів і популярних пісень («Den tapre Landsoldat», перекладена на музику в 1848 році, стала данською Марсельєзою), написаних його батьком, Петром Фабером (1810—1877).